# Nothrus reticulatus
Nothrus reticulatus är en kvalsterart som beskrevs av Sitnikova 1975. Nothrus reticulatus ingår i släktet Nothrus och familjen Nothridae. Inga underarter finns listade i Catalogue of Life.